# Hazelwood (Derbyshire)
Hazelwood – wieś w Anglii, w hrabstwie Derbyshire, w dystrykcie Amber Valley. Leży 11 km na północ od miasta Derby i 192 km na północny zachód od Londynu.